# Magnetmuseum
Das Magnetmuseum ist ein magnettechnisches Privatmuseum in Dortmund, das seit 1999 besteht. Es befindet sich im Stadtteil Aplerbeck auf dem Werksgelände der Unternehmensgruppe Tridelta, die am Standort – in Nachfolge der Magnetfabrik Aplerbeck der Aplerbecker Hütte – u. a. Dauermagnete fertigt.

## Geschichte

### Museum
Das Museum wurde am 27. August 1999 auf dem Tridelta-Werksgelände eröffnet.
Wesentlich für den Aufbau der Sammlung und die Existenz des Museums war und ist das Engagement zweier ehemaliger Mitarbeiter der Magnetfabrik.
Im Oktober 2005 wurde das Magnetmuseum betriebsbedingt geschlossen. Nachdem neue Räumlichkeiten auf dem Tridelta-Werksgelände gefunden waren, wurde es am 20. Juni 2013 in den ehemaligen Räumen der Geschäftsleitung der Deutschen Edelstahlwerke wiedereröffnet.
Seit 2013 ist das Museum regelmäßig an zwei Wochentagen geöffnet; der Eintritt ist kostenlos. Es werden auch Führungen angeboten.

#### Ausstellung
Die Sammlung des Magnetmuseums umfasst insgesamt rund 35 Tonnen Ausstellungsstücke, von denen ein Teil allerdings im Keller gelagert wird.
Die Dauerausstellung gibt einen Überblick über historische und aktuelle Anwendungen von Dauermagneten insbesondere in der Elektrotechnik. Beleuchtet wird neben der geschichtlichen Entwicklung von Dauermagnetwerkstoffen u. a. der Einsatz von Dauermagneten in Zählern, Lautsprechern, Telefonen, Schaltern, Relais, Uhren, Messgeräten, Kleinmotoren, Generatoren und Bremsen wie z. B. Hysteresebremsen.
Ein Schwerpunkt der Ausstellung ist außerdem die wechselhafte Geschichte der Magnetfabrik Aplerbeck.

### Magnetfabrik
Das Aplerbecker Tridelta-Werk (Tridelta Dortmund GmbH und Tridelta Magnetsysteme GmbH) geht zurück auf die Magnetfabrik Aplerbeck der Dortmunder Union, die 1920 als Teil der Aplerbecker Hütte mit dem Magnetbau begann und anfangs v. a. AlNiCo-Permanentmagnete produzierte.
Nach Schließung der Aplerbecker Hütte ging die Magnetfabrik 1927 an die neugegründete Deutsche Edelstahlwerke AG (DEW) über.
In den 1930er Jahren stieg die industrielle Nachfrage nach Magneten, u. a. für die Herstellung von Volksempfängern, Lautsprechern und Feldtelefonen. Von 1938 bis 1940 errichtete die DEW ein neues Fabrik- und Bürogebäude mit Backsteinfassade, das im Kern bis heute besteht. In der Magnetfabrik arbeiteten zeitweise bis zu 1700 Menschen.
1975 oder 1976 ging die DEW in den Thyssen Edelstahlwerken (TEW) auf; die Aplerbecker Magnetfabrik gehörte fortan zum Thyssen-Konzern.
In den 1990er Jahren wurden die Bereiche Magnet-Produktion und -Handel über mehrere Zwischenschritte voneinander getrennt, so dass sich heute zwei verschiedene Unternehmen – Tridelta und ThyssenKrupp Schulte – in ihrer Historie auf die Aplerbecker Magnetfabrik beziehen.
1992 fusionierten die Thyssen-Bereiche Edelstahl und Stahl; der Magnetbereich ging an die Elektroblechgesellschaft Bochum (EBG) über und firmierte unter Thyssen Magnettechnik GmbH.
1997 ging der Magnetbereich an die Thyssen Stahlunion über (zwischenzeitlich als MTG Magnetsysteme GmbH). Bei Thyssen konzentrierte man sich auf den Vertrieb magnetischer Werkstoffe, Systeme und Komponenten, wozu die Thyssen Magnet- und Komponententechnik GmbH neugegründet wurde. Die eigentliche Magnetfertigung in Aplerbeck wurde 1997 veräußert an die Hermsdorfer Unternehmensgruppe Tridelta GmbH, die ihren Ursprung im Thüringer Kombinat VEB Keramische Werke Hermsdorf (KWH) hat. Tridelta stellt am Standort Aplerbeck weiterhin Dauermagnete für die Elektroindustrie her.
Die 1997 abgespaltene Thyssen-Magnethandelssparte zog zuerst 1998 von Aplerbeck nach Dorstfeld um. Ab 2002 firmierte sie unter ThyssenKrupp Magnettechnik GmbH und zog dann 2003 nach Gelsenkirchen um. 2005 wurde sie als Geschäftsbereich Magnettechnik in die ThyssenKrupp Schulte GmbH integriert, die wiederum auf das Dortmunder Unternehmen Heinrich August Schulte zurückgeht. 2010 erfolgte schließlich der Umzug nach Essen.